# Gmina Kobylanka
Die Gmina Kobylanka (Gemeinde Kublank) ist eine Landgemeinde in der Woiwodschaft Westpommern in Polen. Sie gehört zum Powiat Stargardzki (Stargarder Kreis). Der Verwaltungssitz befindet sich in Kobylanka (Kublank). 

## Allgemeines

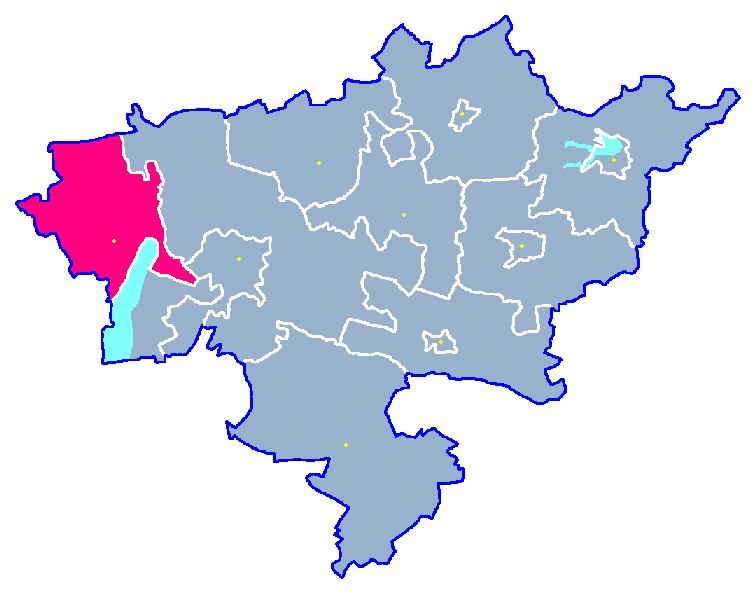
Die Lage der Gmina Kobylanka im äußersten Nordwesten des Powiat Stargardzki

Die Landgemeinde Kobylanka umfasst 122,05 km², was 8 % der Gesamtfläche des Powiat Stargardzki entspricht. In der Gemeinde leben 5512 Einwohner. Sie gehört zur Woiwodschaft Westpommern und war bis 1998 ein Teil der Woiwodschaft Stettin. Im gesamten Gemeindegebiet gilt die einheitliche Postleitzahl 73-108.
Zum Gebiet der Gmina Kobylanka gehört der nordwestliche Teil des Jezioro Miedwie (Madüsee). Nachbargemeinden sind:
- Stettin (kreisfreie Stadt)
- Stargard (Stargard in Pommern) (Stadt) und Gmina Stargard im Powiat Stargardzki (Kreis Stargard),
- Goleniów (Gollnow) im Powiat Goleniowski (Kreis Gollnow), und
- Stare Czarnowo (Neumark) im Powiat Gryfiński (Kreis Greifenhagen).

## Gemeindegliederung
Zur Gmina Kobylanka gehören 11 Ortsteile (Schulzenämter), denen weitere Ortschaften zugeordnet sind.

### Ortsteile
- Bielkowo (Belkow)
- Cisewo (Zimmermannshorst)
- Jęczydół (Brenkenhofswalde)
- Kobylanka (Kublank)
- Kunowo (Kunow a./Straße)
- Morzyczn (Moritzfelde)
- Motaniec (Spaldingsfelde)
- Niedźwiedź (Barenbruch)
- Rekowo (Reckow)
- Reptowo (Karolinenhorst)
- Zieleniewo (Grünhof)

### Übrige Ortschaften
- Gajęcki Ług (Groß Gelüch)
- Kałęga (Kähling)
- Miedwiecko (Madüsee)
- Morwasko
- Wielichówko (Münsterberg)
- Zagość (Krug)

## Verkehr

### Straßen
Das gesamte Gemeindegebiet wird durch die Landesstraße 10 (Lubieszyn (Neu Linken) – Stettin – Piła (Schneidemühl) – Płońsk (Plöhnen), bis Schneidemühl ehemalige deutsche Reichsstraße 104) und Woiwodschaftsstraße 120 (von Gryfino (Greifenhagen) – Stare Czarnowo (Neumark)) erschlossen. Zu den wenigen Orten im Norden an der Puszcza Bukowa führen Nebenstraßen bzw. Landwege.

### Schienen
Eine Bahnanbindung in das Gebiet der heutigen Gmina Kobylanka besteht seit Erstellung der Strecke Stettin – Stargard in Pommern im Jahre 1846, zwei Jahre später bis nach Posen verlängert.
Zwei Bahnstationen an dieser heutigen Linie 351 der Polnischen Staatsbahn liegen im Gemeindegebiet Kobylanka: Reptowo (Karolinenhorst) und Miediwecko (Madüsee).